# Diatenes selecta
Diatenes selecta är en fjärilsart som beskrevs av Swinhoe 1901. Diatenes selecta ingår i släktet Diatenes och familjen nattflyn. Inga underarter finns listade i Catalogue of Life.